# Wilczyce (powiat wrocławski)
Wilczyce (dawn. alt. Lutoszyce) – wieś w Polsce położona w województwie dolnośląskim, w powiecie wrocławskim, w gminie Długołęka.

## Przynależność administracyjna

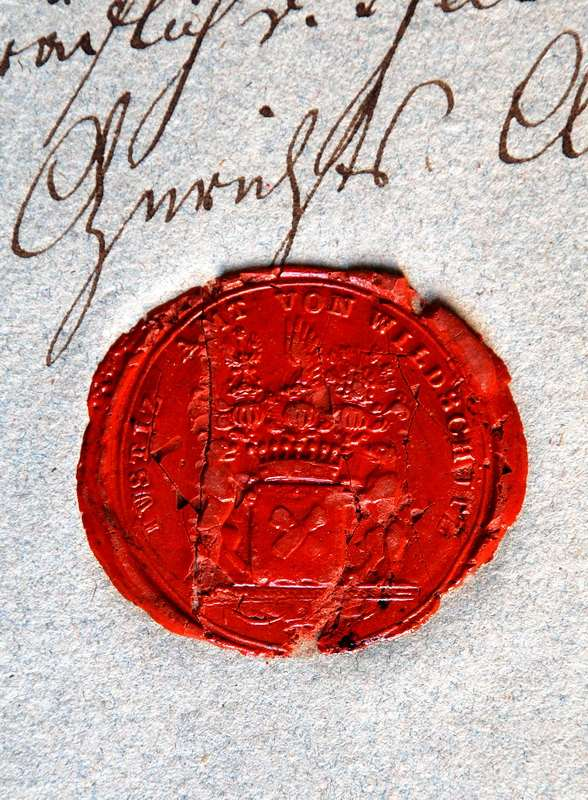
Zdjęcie pieczęci urzędu pracy w Wiltschutz

14 lutego 1874 utworzono Amtsbezirk Wildschütz – dystrykt/powiat Wilczyce obejmujący wsie Wilczyce i Zgorzelisko oraz majątki ziemskie Wilczyce i Zgorzelisko. Administratorem nowo utworzonego powiatu został dziedzic Graf von Pfeil, 3 grudnia 1880 wybrany na kolejne 6 lat.
W latach 1945–1951 Wilczyce administracyjnie wchodziły w skład gminy Zakrzów w powiecie oleśnickim. W latach 1975–1998 miejscowość należała administracyjnie do województwa wrocławskiego.

## Demografia
Według Narodowego Spisu Powszechnego (III 2011 r.) liczyły 1384 mieszkańców. Są czwartą co do wielkości miejscowością gminy Długołęka.

## Nowe osiedle
Od roku 2009 realizowana jest budowa Osiedla Małe Wilczyce. Do roku 2019 zrealizowano i przeprowadzono odbiór pięciu etapów inwestycji, kończąc tym samym zabudowę działki o powierzchni 8,5 ha.

## Sport
W roku 2010 powstał klub piłkarski Wilczycki Klub Sportowy – WKS Wilczyce, który swoje mecze w latach 2010-2015 rozgrywał w najniższej klasie rozgrywkowej (C-klasa, sezon 2010/2011, grupa: Wrocław II). W roku 2015 WKS Wilczyce awansował do B-klasy.

## Kultura
Od roku 2012, na boisku sportowym, organizowany jest w czerwcu festyn Biesiada Wilczycka.

## Zabytki
We wsi znajdował się okazały pałac zbudowany na początku XVIII w., który został zniszczony i rozkradziony po zakończeniu II wojny światowej.